# Csongrád-Csanád megye díszpolgárainak listája
A Csongrád Megye Díszpolgára címet 2010-ben alapította a Csongrád Megyei Közgyűlés, és minden év március 15-én adják át a kitüntetettnek.
Az önkormányzat rendelete alapján: "a Csongrád Megye Díszpolgára cím annak az élő vagy elhunyt magyar, illetve külföldi természetes személynek adományozható, aki Csongrád megyében, vagy a megye érdekében a nemzettudat ápolása, erősítése tekintetében kiemelkedő munkát végzett és ezen tevékenységével, példaértékű emberi magatartásával, hazaszeretetével, a megye és ezen keresztül a nemzet iránt érzett elkötelezettségével elismerést váltott ki akár szűkebb, akár tágabb környezetében".
Csongrád-Csanád megye díszpolgárainak listája betűrend szerint:
- Becsey Zsolt közgazdász, politikus, Európai Parlament képviselője, államtitkár (2020)[1]
- Deutsch Tamás politikus, ifjúsági- és sportminiszter, országgyűlési képviselő, a magyar Országgyűlés egyik alelnöke, Európai Parlament képviselője (2012)[2]
- Farkas Sándor, mezőgazdasági mérnök, politikus, országgyűlési képviselő, államtitkár (2019)[3]
- Tadeusz Kaczor, Magyarország łódź-i, tiszteletbeli főkonzulja (2017)[4]
- Karikó Katalin kutatóbiológus, biokémikus, a szintetikus mRNS alapú vakcinák technológiájának szabadalmaztatója (2021)[5]
- Kiss-Rigó László szeged-csanádi megyés püspök (2010)[6][7]
- Kligl Sándor szobrászművész (2013)[8]
- Kondé Lajos, a Szeged-Csanádi egyházmegye esperes plébánosa és pasztorális helynöke, Szeged Pro Urbe díjasa, Pitvaros díszpolgára (2016)[9][10]
- Lázár György kutatóorvos, az orvostudományok doktora, a Szegedi Tudományegyetem Kórélettani Intézetének professor emeritusa (2011)[11]
- Lukács János rendőr dandártábornok, rendőrségi főtanácsos, Csongrád-Csanád megyei rendőrfőkapitány, címzetes egyetemi docens (2014)[12][13]
- Pitti Katalin Liszt Ferenc-díjas operaénekes (2015)[14][15]
- Trócsányi László alkotmánybíró, igazságügyi miniszter (2018)[16]

## Külső hivatkozások
- Csongrád Megye Díszpolgára érem fotója Archiválva 2014. február 25-i dátummal a Wayback Machine-ben
- a Csongrád Megye Díszpolgára cím adományozásának eljárásrendje